# Jerzy Kąkol
Jerzy Kąkol (ur. 1952) – polski matematyk, profesor nauk matematycznych. Specjalizuje się w analizie funkcjonalnej, przestrzeniach liniowo-topologicznych oraz topologii ogólnej. Profesor Wydziału Matematyki i Informatyki Uniwersytetu im. Adama Mickiewicza w Poznaniu.

## Życiorys
Studia z matematyki ukończył na poznańskim UAM w 1976, gdzie następnie został zatrudniony i zdobywał kolejne awanse akademickie. Tytuł naukowy profesora nauk matematycznych otrzymał w 1998. Pracuje jako profesor zwyczajny w Zakładzie Analizy Funkcjonalnej Wydziału Matematyki i Informatyki UAM oraz Zakładzie Analizy Abstrakcyjnej Instytutu Matematyki Czeskiej Akademii Nauk w Pradze. Jest członkiem Polskiego Towarzystwa Matematycznego.
Współautor książki Descriptive Topology in Selected Topics of Functional Analysis (wraz z W. Kubisiem i M. Lopezem-Pellicerem) wydanej przez Springer Science & Business Media w 2011. Swoje prace publikował w takich czasopismach jak m.in. "Archiv der Mathematik", "Proceedings of the American Mathematical Society" oraz "Journal of the London Mathematical Society".